# Effetto di prossimità (elettromagnetismo)

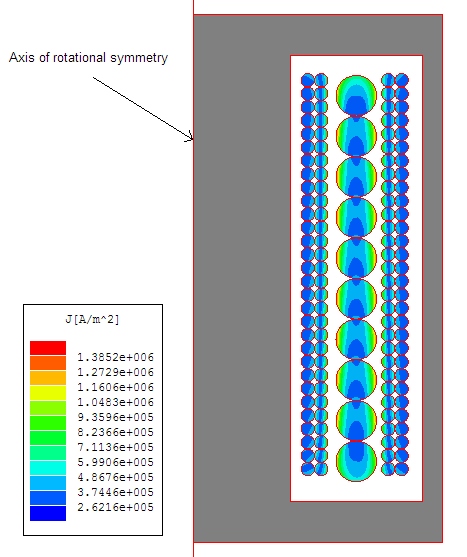
Ampiezza della densità di corrente negli avvolgimenti di un trasformatore a 20 kHz.

Effetto di prossimità con entrambe le correnti nella stessa direzione

Effetto di prossimità con correnti in direzioni opposte

In un conduttore che trasporta corrente alternata, se stanno scorrendo correnti attraverso uno o più altri conduttori vicini, come all'interno di una bobina di filo avvolta strettamente, la distribuzione della corrente all'interno del primo conduttore sarà limitata a regioni più piccole. L'affollamento della corrente risultante è denominato effetto di prossimità. Questo affollamento determina un aumento della resistenza efficace del circuito, che aumenta con la frequenza.

## Spiegazione
Un campo magnetico variabile influenza la distribuzione di una corrente elettrica che scorre all'interno di un conduttore elettrico, mediante induzione elettromagnetica. Quando una corrente alternata (CA) scorre attraverso un conduttore, crea intorno ad esso un campo magnetico alternato associato. Il campo magnetico associato induce correnti parassite nei conduttori adiacenti, alterando la distribuzione complessiva della corrente che scorre attraverso di essi. Il risultato è che la corrente si concentra nelle aree del conduttore più lontane dai conduttori vicini che trasportano la corrente nella stessa direzione. 
L'effetto di prossimità può aumentare significativamente la resistenza alla CA dei conduttori adiacenti quando si confronta con la loro resistenza a una corrente continua (CC). L'effetto aumenta con la frequenza. A frequenze più alte, la resistenza CA di un conduttore può facilmente superare di dieci volte la sua resistenza alla CC.

## Esempio
Ad esempio, se due fili che portano la stessa corrente alternata giacciono paralleli tra loro, come avverrebbe in una bobina usata in un induttore o in un trasformatore, il campo magnetico di un filo indurrebbe correnti parassite longitudinali nel filo adiacente, che scorrono in lunghi anelli lungo il filo, nella stessa direzione della corrente principale sul lato del filo che guarda lontano dall'altro filo, e di nuovo nella direzione opposta sul lato del filo che guarda verso l'altro filo. In tal modo la corrente parassita rinforzerà la corrente principale sul lato che guarda lontano dal primo filo. L'effetto netto è di ridistribuire la corrente nella sezione trasversale del filo in una striscia sottile sul lato che guarda lontano dall'altro filo. Poiché la corrente si concentra in un'area più piccola del filo, la resistenza è aumentata.
Similmente, in due conduttori adiacenti che trasportano correnti alternate che scorrono in direzioni opposte, come si trovano nei cavi elettrici e nelle coppie di blindosbarre, la corrente in ciascun conduttore si concentra in una striscia sul lato che guarda verso l'altro conduttore.

## Effetti
La resistenza addizionale aumenta le perdite di potenza che, nei circuiti elettrici, possono generale un riscaldamento indesiderabile. L'effetto di prossimità e l'effetto pelle complicano significativamente il progetto di trasformatori e induttori che operano ad alte frequenze, usati ad esempio nelle alimentazione elettrica a commutazione.
Nei circuiti risonanti in radiofrequenza usati nelle attrezzature radio, le perdite dell'effetto di prossimità e dell'effetto pelle nell'induttore riducono il fattore Q, ampliando la larghezza di banda. Per minimizzare quest'ultima, negli induttori di radiofrequenza si usa una costruzione speciale. L'avvolgimento di solito è limitato a un singolo strato, e spesso le spire sono distanziate tra loro per separare i conduttori. Nelle bobine multistrato, gli strati successivi sono avvolti in un disegno a linee incrociate per evitare che i fili si trovino paralleli tra loro; queste a volte sono indicate come bobine "con armatura panama" o "a nido d'ape". Poiché la corrente scorre sulla superficie del conduttore le bobine ad alta frequenza a volte sono placcate in argento, o fatte di filo litz.

## Metodo di Dowell per la determinazione delle perdite
Questo metodo unidimensionale per i trasformatori assume che i fili abbiano sezione trasversale rettangolare, ma si può applicare approssimativamente a un filo circolare trattandolo come quadrato con la stessa area della sezione trasversale.
Gli avvolgimenti sono divisi in "porzioni", ciascuna porzione essendo un gruppo di strati che contiene una posizione di FMM uguale a zero. Per un trasformatore con un avvolgimento primario e secondario separati, ogni avvolgimento è una porzione. Per un trasformatore con avvolgimenti interfogliati (o sezionalizzati), le sezioni più interna e più esterna sono ciascuna una porzione, mentre le altre sezioni sono divise ciascuna in due porzioni nel punto in cui si presenta FMM uguale a zero.
La resistenza totale di una porzione è data da

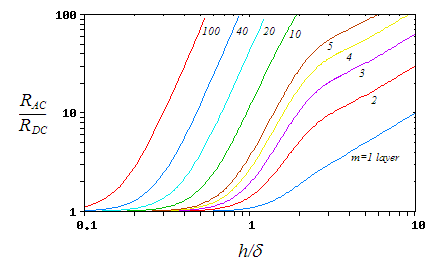
Il rapporto della resistenza tra CA e CC per una porzione di un avvolgimento a striscia a frequenze diverse (δ è la profondità di penetrazione). Si può vedere che aumentando il numero degli strati aumenta drammaticamente la resistenza alle alte frequenze.

{\displaystyle R_{AC}=R_{DC}{\bigg (}Re(M)+{\frac {(m^{2}-1)Re(D)}{3}}{\bigg )}}
RDC è la resistenza della CC della porzione
Re(.) è la parte reale dell'espressione in parentesi
m numero di strati nella porzione, questo dovrebbe essere un intero
{\displaystyle M=\alpha h\coth(\alpha h)\,}
{\displaystyle D=2\alpha h\tanh(\alpha h/2)\,}
{\displaystyle \alpha ={\sqrt {\frac {j\omega \mu _{0}\eta }{\rho }}}}
{\displaystyle \omega } frequenza angolare della corrente
{\displaystyle \rho } resistività del materiale conduttore
{\displaystyle \eta =N_{l}{\frac {a}{b}}}
Nl numero di spire per strato
a ampiezza di un conduttore quadrato
b ampiezza della finestra degli avvolgimenti
h altezza di un conduttore quadrato

## Metodo delle derivata quadrata del campo
Questo si può usare per i trasformatori o gli induttori con filo rotondo o con filo litz aventi avvolgimenti multipli di geometria arbitraria con forme d'onda della corrente arbitrarie in ciascun avvolgimento. Il diametro di ogni trefolo dovrebbe essere minore di 2 δ. Si assume anche che il campo magnetico sia perpendicolare all'asse del filo, il che accade nella maggior parte degli schemi.
- Si trovano i valori del campo B dovuto individualmente a ciascun avvolgimento. Questo si può fare usando un semplice modello magnetostatico can be done using a simple magnetostatic FEA dove ogni avvolgimento è rappresentato come una regione di densità di corrente costante, ignorando le singole spire e trefoli di litz.
- Si produce una matrice, D, da questi campi. D è una funzione della geometria ed è indipendente dalle forme d'onda della corrente.

{\displaystyle \mathbf {D} =\gamma _{1}\left\langle {\begin{bmatrix}\left|{\hat {{\vec {B}}_{1}}}\right|^{2}&{\hat {{\vec {B}}_{1}}}\cdot {\hat {{\vec {B}}_{2}}}\\{\hat {{\vec {B}}_{2}}}\cdot {\hat {{\vec {B}}_{1}}}&\left|{\hat {{\vec {B}}_{2}}}\right|^{2}\end{bmatrix}}\right\rangle _{1}+\gamma _{2}\left\langle {\begin{bmatrix}\left|{\hat {{\vec {B}}_{1}}}\right|^{2}&{\hat {{\vec {B}}_{1}}}\cdot {\hat {{\vec {B}}_{2}}}\\{\hat {{\vec {B}}_{2}}}\cdot {\hat {{\vec {B}}_{1}}}&\left|{\hat {{\vec {B}}_{2}}}\right|^{2}\end{bmatrix}}\right\rangle _{2}}
{\displaystyle {\hat {{\vec {B}}_{j}}}} è il campo dovuto a una corrente unitaria nell'avvolgimento j
<.>j è la media spaziale sulla regione dell'avvolgimento j
{\displaystyle \gamma _{j}={\frac {\pi N_{j}l_{t,j}d_{c,j}^{4}}{64\rho _{c}}}}
{\displaystyle N_{j}} è il numero di spire nell'avvolgimento j, per un filo litz è il prodotto del numero delle spire e del numero dei trefoli per spira
{\displaystyle l_{t,j}} è la lunghezza media di una spira
{\displaystyle d_{c,j}} è il diametro del filo o del trefolo
{\displaystyle \rho _{c}} è la resistività del filo
- La perdita di potenza in CA in tutti gli avvolgimenti si può trovare usando D, e le espressioni per la corrente istantanea in ciascun avvolgimento:

{\displaystyle P={\overline {{\begin{bmatrix}{\frac {di_{1}}{dt}}{\frac {di_{2}}{dt}}\end{bmatrix}}\mathbf {D} {\begin{bmatrix}{\frac {di_{1}}{dt}}\\{\frac {di_{2}}{dt}}\end{bmatrix}}}}}
- La perdita di potenza totale degli avvolgimenti si trova poi combinando questo valore con la perdita di CC, {\displaystyle I_{rms}^{2}\times R_{DC}}

Questo metodo può essere generalizzato agli avvolgimenti multipli.

## Cavi
L'effetto di prossimità può avvenire anche all'interno dei cavi elettrici. Ad esempio, se i conduttori sono un paio di fili audio per altoparlanti, le loro correnti hanno direzione opposta, e le correnti scorreranno preferibilmente lungo i lati dei fili rivolti uno di fronte all'altro. La resistenza in CA dei fili cambierà (leggermente) insieme alla frequenza del segnale audio, benché per una qualsiasi frequenza l'ampiezza della corrente sia ancora linearmente proporzionale alla tensione. Alcuni credono che questo introdurrà potenzialmente una distorsione e degraderà l'immagine stereo. Tuttavia, si può dimostrare che, per dimensioni, spaziatura e lunghezza ragionevoli del conduttore, questo effetto ha una piccola influenza sulla qualità audio.